# باشگاه فوتبال تراکتور تاشکند
باشگاه فوتبال تراکتور تاشکند (به ازبکی: Traktor Tashkent) یک باشگاه فوتبال ازبکستانی مستقر در تاشکند بود. این باشگاه در سال ۲۰۰۷ منحل شد.

## افتخارات
- سوپر لیگ ازبکستان
  - قهرمان (۱): ۱۹۸۶
- جام ازبکستان
  - قهرمان (۱): ۱۹۷۵

## مشکلات باشگاه
در گذشته، این باشگاه بسیار مشهور و قدرتمند بود، اما وقتی نتوانست هزینه‌های سوپر لیگ ازبکستان را بپردازد، به لیگ دسته اول سقوط کرد. آنها به دلیل قرارداد اسپانسری نامحبوب، نمی‌توانستند حقوق بازیکنان را پرداخت کنند. این مشکلات منجر به انحلال باشگاه شد.